# Etiennea ferox
Etiennea ferox är en insektsart som först beskrevs av Robert Newstead 1917.  Etiennea ferox ingår i släktet Etiennea och familjen skålsköldlöss. Inga underarter finns listade i Catalogue of Life.